# Переворська культура

Пшеворська культура

Переворська культура, або пшеворська культура — археологічна культура, що визначає залізну добу на території Польщі та України. Назва походить від міста Переворська, де вперше знайшли зразки виробів.
Культура тривала приблизно 600 років з 200 до Р. Х. до 400 після Р. Х..
Ареал культури — центральна і південна Польща: верхів'я річки Одра (Сілезія), горішня і середня Вісла (Мала і Велика Польща); Східна Словаччина (Південна Лемківщина); горішня Тиса (українське Закарпаття і Мармарощина); горішній Дністер (Галичина).
Поселення формувались навколо річок і в середньому займали площу 0,2-1,4 га. Житла були прямокутної форми наземні та напівземлянкові, площа яких становила переважно 14-20 метрів квадратних. Стіни були стовпово-каркасною конструкцією. Обігрівались мешканці відкритим вогнищем або глинобитною піччю, яка знаходилась в кутку житла.
Поховання подібні і до інших археологічних культур того часу, а саме в більшості ґрунтове тілоспалення в урнах чи ямах. Поховання супроводжуються великою кількістю всіляких речей: фібулами, пряжками, підвісками, намистами. В випадках захоронення воїнів їх супровідним інвентарем була зброя — ритуально зігнуті мечі, списи, остроги, умбони щитів.
Для переворської культури характерний чорнополиваний ліпний посуд: миски, глеки, вази.
Пшеворська культура на території України датується І-ІІІ ст. н. е. "Питання етнічної належності носіїв пшеворської культури на території Верхнього Подністров'я і Західної Волині вирішується з урахуванням відчутного впливу, починаючи з І ст.. н. е., з боку зарубинецьких ранньослов'янських племен, а також зіставленням східнопшеворських пам'яток із старожитностями черняхівської культури і ранньосередньовічних слов'янських племен Подністров'я. Дослідження (В. Д. Баран, І. С. Винокур, Д. Н. Козак) показали, що в першій половині І тисячоліття н. е. тут відбувався процес формування однієї з груп східнослов'янських племен. Щодо окремих пшеворських поховань із зброєю, то вони, очевидно, пов'язані з населенням Моравії, яке прийшло в рух у зв'язку з початком «великого переселення народів».
Інші культури ранньослов'янського часу, а саме Латенська, Липицька, Черняхівська, Культура Карпатських Курганів, Київська також відіграли велику роль у формуванні пізніших східнослов'янських племен. Зокрема Київська культура стала основою для формування і розвитку культур середньовічного часу, наприклад Пеньківської, Корчазько-празької у середньому Подніпров'ї. Отже, найбільшим генетичним попередником слов'янських культур середньовіччя стали Київська, а також Черняхівська культури.
Культура названа по назві селища Переворська, де були вперше знайдені зразки виробів. Змінила Лужицьку культуру, поширившись на більшу територію. На Сході, у північній Україні і Південній Білорусі, межувала з Зарубинецькою культурою, з якою мала споріднені риси, формуючи єдиний комплекс Пшеворської і Зарубинецької культур. Тут ми можемо побачити витоки двох великих націй — польської (з Пшеворської культури) і української (з Зарубинецької культури).
На Півночі від Пшеворської культури у низовині Вісли і на захід від неї (східна частина Східної Померанії) існувала Оксивська культура, яка згодом, приблизно у 20 році після Р. Х., змінилась на Вельбарську культуру. Вельбарська культура належала готам. Готи відзначилися рухом вздовж правого берега Вісли приблизно до 190 року, з якого вони з'явилися в Україні, спричинивши розвиток нової культури — Черняхівської.
Римські записи називають мешканців території Пшеворської культури лугіями. Більшість носіїв Пшеворської культури були венедами. На заході, в межах Одри переважав германський елемент (Вандали і Бургунди).
Унікальне поховання часів Пшеворської культури знайшли в Івано-Франківській області. 